# Orizabita
Orizabita es una localidad de México localizada en el municipio de Ixmiquilpan en el estado de Hidalgo.

## Geografía
Se encuentra en la región geográfica del Valle del Mezquital. A la localidad le corresponden las coordenadas geográficas 20° 34’ 59.211” de latitud norte y 99° 12’ 31.57” de longitud oeste, con una altitud de 1910 m s. n. m. Cuenta con un clima semiseco templado.
En cuanto a fisiografía se encuentra en la provincia del Eje Neovolcánico, dentro de la subprovincia de Llanuras y Sierras de Querétaro e Hidalgo; su terreno es de lomerío. En lo que respecta a la hidrografía se encuentra posicionado en la región del Pánuco, dentro de la cuenca del río Moctezuma, en los límites de las subcuencas del río Tula y río Actopan.

## Demografía
En 2020 registró una población de 1230 personas, lo que corresponde al 1.25 % de la población municipal. De los cuales 577 son hombres y 653 son mujeres.
| Gráfica de evolución demográfica de Orizabita entre 1910 y 2020 |
|                                                                 |
| Población registrada por los censos y conteos del INEGI.        |